# Zwijndrechtse Waard

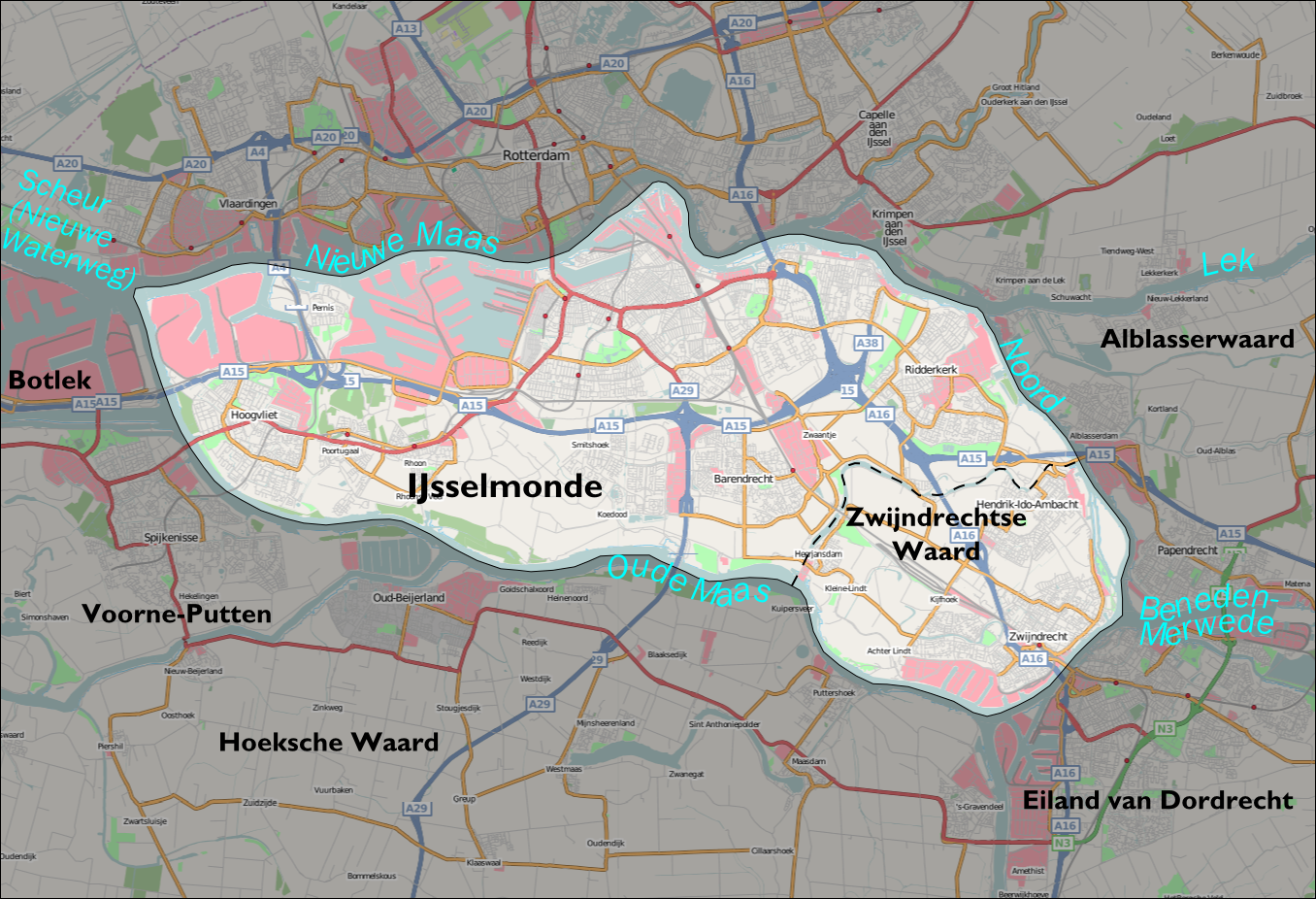
Zwijndrechtse Waard op het eiland IJsselmonde

De Zwijndrechtse Waard is een Nederlandse waard die als een subeiland in het zuidoosten van het eiland IJsselmonde in de provincie Zuid-Holland ligt. Het betreft een tamelijk verstedelijkte streek die deel uitmaakt van de zuidelijke Randstad.
De Zwijndrechtse Waard bestaat uit het grondgebied van de gemeentes Zwijndrecht (helemaal), Hendrik-Ido-Ambacht (bijna helemaal) en Ridderkerk (klein gedeelte). De oppervlakte bedraagt ongeveer 35 km² en er wonen circa 75.000 personen (waarvan 44.000 in Zwijndrecht en 31.000 in Hendrik-Ido-Ambacht), hoofdzakelijk in het oostelijk deel van de waard. Alhoewel Zwijndrecht een zekere industriële bedrijvigheid kent, zijn de inliggende gemeenten als forensengemeenten aan te merken. Het westelijk deel is landelijk van karakter; hier stroomt het riviertje de Devel en bevindt zich het gelijkluidende natuurgebied.
De plaatselijke dialecten (in zoverre ze nog worden gesproken) zijn het Ambachts, het Rijsoords en het Zwindrechts.

## Ligging en bodemgesteldheid
De Zwijndrechtse Waard wordt omsloten door de rivieren de Oude Maas in het zuidoosten en het zuidwesten, de Waal (een dode rivierarm die lokaal gewoonlijk het Waaltje wordt genoemd) in het noordwesten en het noorden en de Noord in het oosten.
Nabijgelegen grote steden zijn Dordrecht (tegenover Zwijndrecht aan de andere zijde van de Oude Maas) en Rotterdam (op het eiland IJsselmonde en daarboven).
De Zwijndrechtse Waard valt (op het Ridderkerkse deel na) onder het bestuurlijk samenwerkingsverband van de Drechtsteden, het regiokorps van de Politie Zuid-Holland-Zuid en de Veiligheidsregio Zuid-Holland-Zuid (regiokorps en veiligheidsregio vallen samen) alsmede het gerechtelijk kanton Dordrecht. Inclusief het Ridderkerkse deel valt de waard ook onder het waterschap van de Hollandse Delta.
De Zwijndrechtse Waard ligt ongeveer anderhalve meter onder NAP en bestaat uit jonge zeeklei, behalve het zuidwestelijk deel dat uit klei-op-veen is samengesteld. In de waard wordt voornamelijk akkerbouw bedreven en komt veel tuinbouw voor.

## Gemeenten en plaatsen

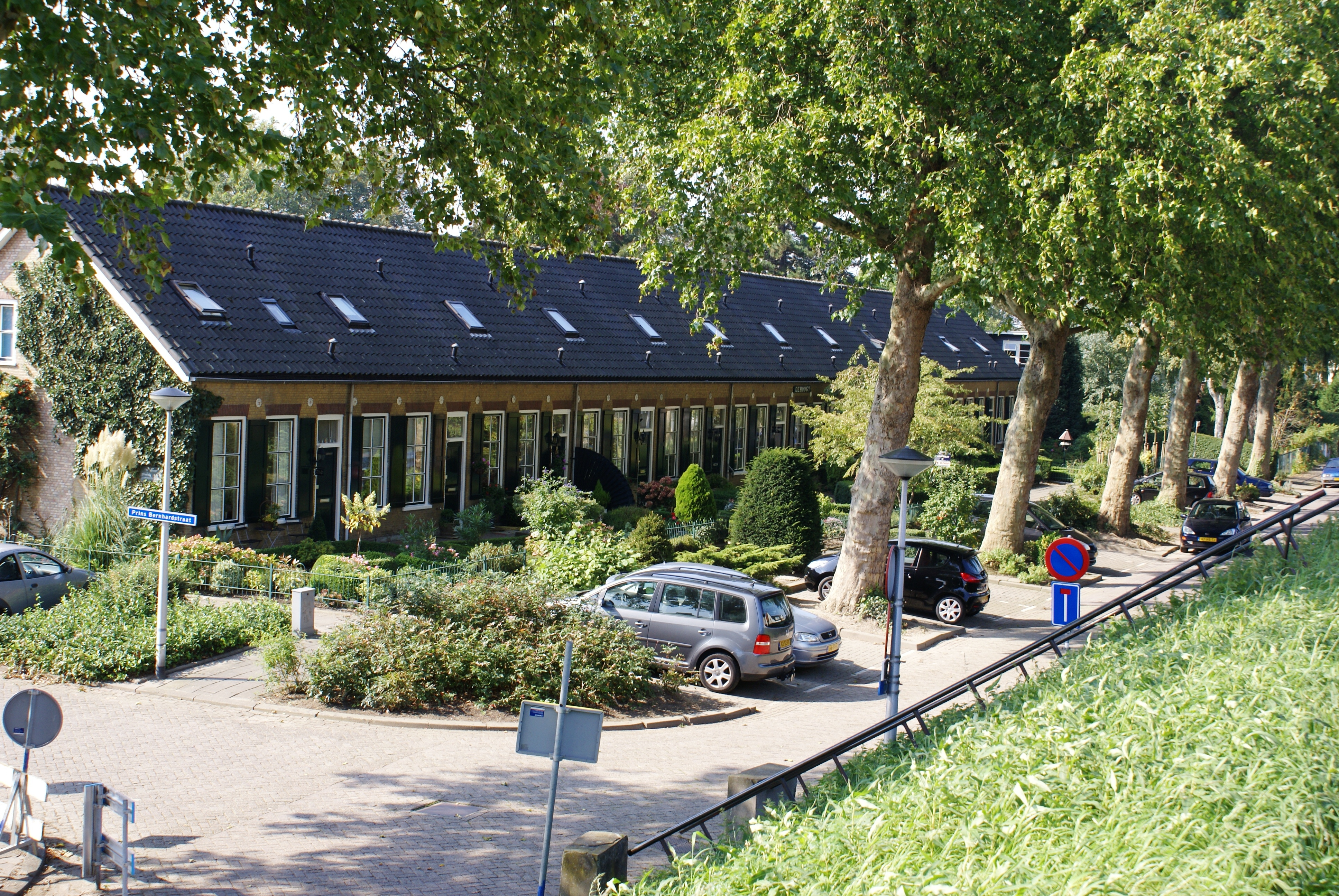
Dijkhuisjes in Hendrik-Ido-Ambacht

De volgende gemeenten en plaatsen behoren tot de Zwijndrechtse Waard:
1. Gemeente Hendrik-Ido-Ambacht:

De plaats annex gemeente Hendrik-Ido-Ambacht. Het gedeelte dat ten noorden van de Waal is gelegen (bestaande uit de halve Crezéepolder) valt buiten de waard.
2. Gemeente Ridderkerk:

Dat deel van de Ridderkerkse wijk Rijsoord dat ten zuiden van de Waal is gelegen alsook het zich ten westen van Rijsoord bevindende en daartoe behorende gehucht Strevelshoek.
3. Gemeente Zwijndrecht:

Behalve de plaats Zwijndrecht het dorp Heerjansdam (sinds 2003 deel van de gemeente Zwijndrecht) en de buurtschappen Achter-Lindt, Kleine-Lindt, Groote Lindt en Kijfhoek.
De plaatsen Hendrik-Ido-Ambacht, Zwijndrecht en Groote Lindt betreffen het oostelijke en verstedelijkte gedeelte van de waard, de andere plaatsen liggen in het westelijke en landelijke gedeelte.

## Polders
De Zwijndrechtse Waard bestaat uit de volgende elf polders:
- Polder De Hooge Nesse / Hooge Koepolder
- Polder Groote en Kleine Lindt
- Polder Heer Oudelands Ambacht
- Polder Heerjansdam
- Polder Hendrik-Ido-Ambacht
- Polder Het Buitenland / Polder De Lage Nesse
- Polder Kijfhoek
- Polder Sandelingen-Ambacht
- Polder Strevelshoek Rijsoord
- Sophiapolder, een eiland in de Noord
- Zwijndrechtse polder

## Vervoer en verkeer

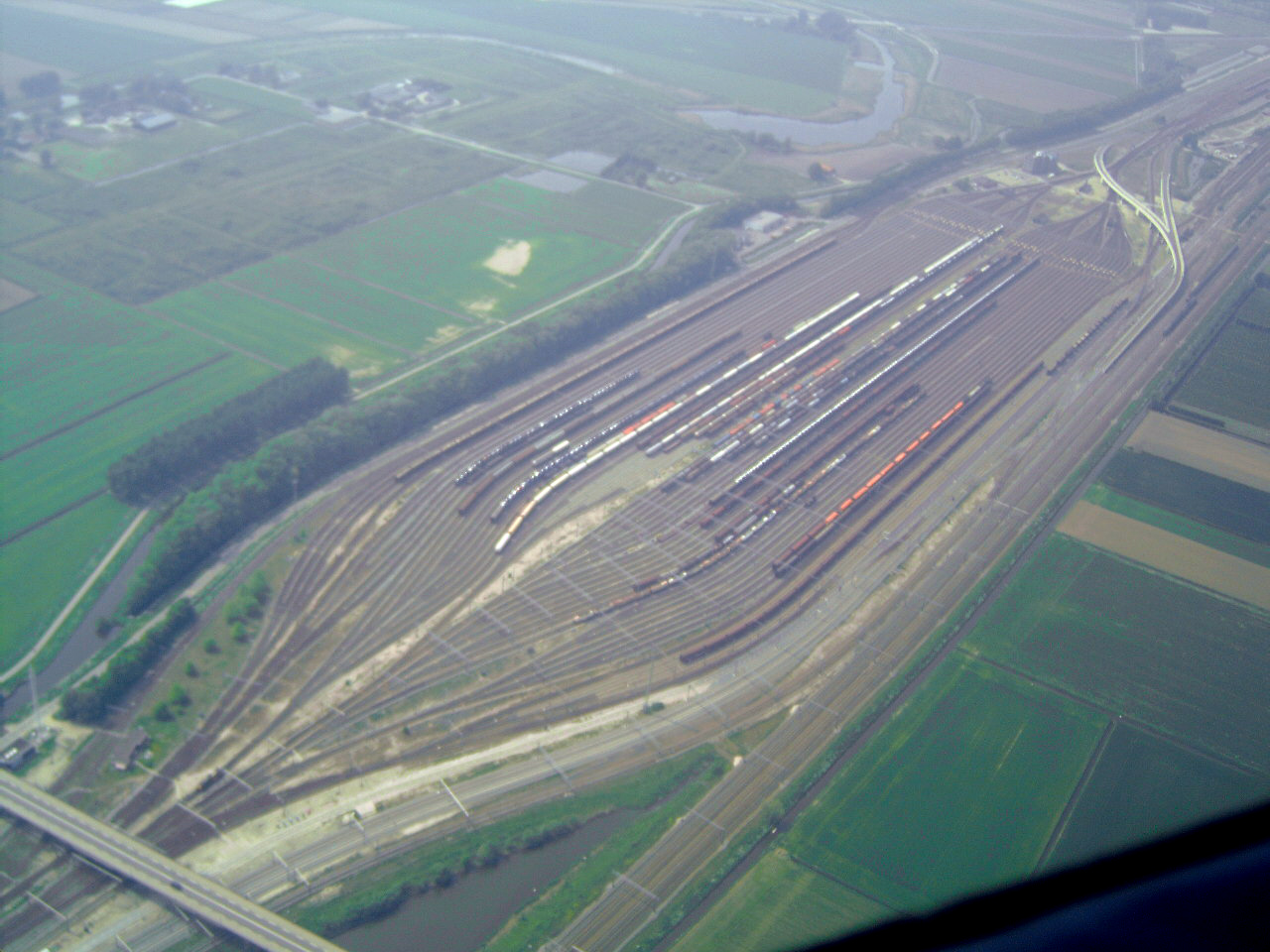
Rangeerterrein Kijfhoek

De Zwijndrechtse Waard is vooral bekend door het rangeerterrein Kijfhoek, het grootste rangeerterrein van Nederland, lopend van noordwest (richting Rotterdam) naar zuidoost (richting Dordrecht). Behalve het 'normale' goederen- en personenvervoer per trein volgt ook de goederenspoorlijn Rotterdam - Zevenaar (Betuweroute) dit rangeerterrein maar verlaat via de Sophiaspoortunnel onder de Noord de waard in oostelijke richting. De Hogesnelheidslijn Schiphol - Antwerpen (HSL-Zuid) doet eveneens de Zwijndrechtse Waard aan en verlaat via een spoortunnel onder de Oude Maas de waard in zuidelijke richting.
In de waard bevindt zich één spoorwegstation, te weten Station Zwijndrecht.
Schuin toelopend op rangterrein Kijfhoek doorsnijdt rijksweg A16 het gebied en verlaat via de Drechttunnel onder de Oude Maas de waard in zuidelijke richting.
De Zwijndrechtse Waard kent voor het 'gewone' verkeer geen verbinding over de Noord en heeft slechts één overgang over de Oude Maas, de Stadsbrug Zwijndrecht tussen Zwijndrecht en Dordrecht, die zowel bestaat uit een verkeers- als een spoorbrug.
Voor het industriële scheepvaartverkeer is het havengebied Groote Lindt aan de Oude Maas bij de plaats Zwijndrecht beschikbaar.
De waterbus Rotterdam-Drechtsteden heeft een halte bij de plaats Hendrik-Ido-Ambacht (aan de Noordeinde, lijn 20) en een halte bij de plaats Zwijndrecht (aan het Veerplein, lijnen 21 en 24).

## Geschiedenis en bezienswaardigheden

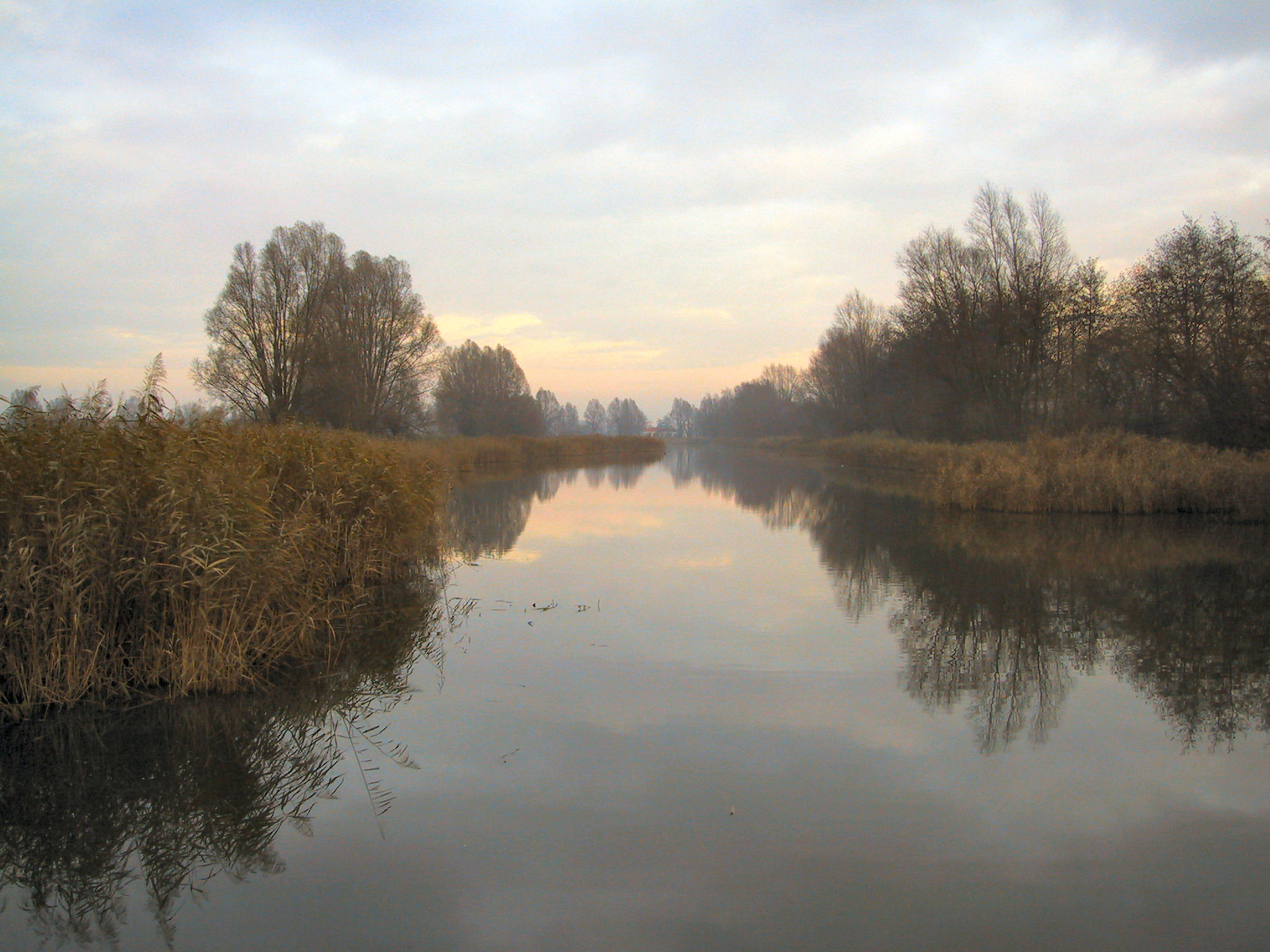
Natuurgebied De Devel

Archeologische opgravingen in een donk van het stroomgebied van de Devel hebben aan het licht gebracht dat dit gebied reeds in het neolithicum (het gaat hier om de zogenoemde Vlaardingencultuur uit omstreeks 3000 v.Chr.) en mogelijk ook reeds in het daaraan voorafgaande mesolithicum werd bewoond.
In de middeleeuwen stond de Zwijndrechtse Waard bekend onder de naam Suindrecht, waarvan de latere aanduiding Zwijndrecht is afgeleid. De eerste vermelding van Suindrecht is afkomstig uit een brief van de bisschop van Utrecht uit 1006, waarin wordt gerept van de kerk van Zwijndrecht.
Ten gevolge van de Stormvloed van 1322, waarbij een groot deel van de waard overstroomde en veel mensen verdronken, werd in 1331 de aanzet gegeven tot bedijking door graaf Willem III van Holland en Hendrik I van Brederode. Acht personen waren bereid de kosten van het bedijkingsproject te dragen en ontvingen als tegenprestatie de titel van ambachtsheer van een specifiek deel - de ambachtsheerlijkheden - van de Zwijndrechtse Waard (gemeente Hendrik-Ido-Ambacht heeft hieraan haar naam te danken).

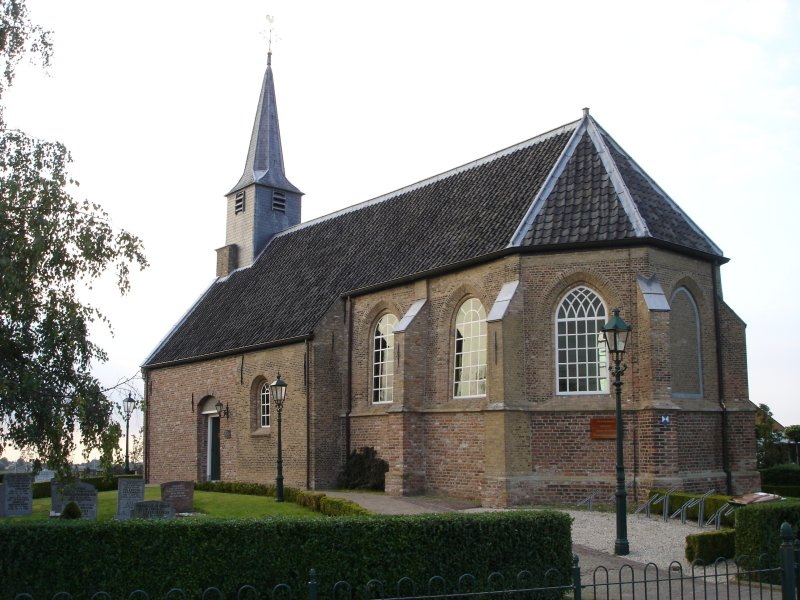
Kijfhoekkerk

In 1332 werd aan de Devel het kasteel Develstein gebouwd. Nadat het kasteel aan het begin van de Tachtigjarige Oorlog in 1572 door de Spanjaarden was afgebrand en enkele decennia daarna als buitenplaats herbouwd, werd het in 1824 voorgoed afgebroken. Heden ten dage zijn er echter plannen om het kasteel weer te reconstrueren.
De in 1368 op een terp bij de Devel gebouwde Kijfhoekkerk heeft de trots der eeuwen doorstaan.
In Rijsoord staat aan het Waaltje een molen van het type grondzeiler, De Kersenboom geheten. Deze uit 1822 stammende korenmolen stond oorspronkelijk aan de andere kant van het Waaltje maar werd in 1991 naar de zijde van de Zwijndrechtse Waard verplaatst en opgeknapt.

## Godsdienstigheid en lokale politiek
Van oudsher is de Zwijndrechtse Waard een protestantse streek, met in Hendrik-Ido-Ambacht een grote vertegenwoordiging van de bevindelijk gereformeerden, waarmee deze plaats tot de zogenoemde 'Bijbelgordel' kan worden gerekend. De combinatie SGP-ChristenUnie is daar de grootste partij in de gemeenteraad, in Zwijndrecht behoort deze combinatie tot de middenmoot.
Zowel de confessionele partijen (CDA, ChristenUnie en SGP) als de sociaaldemocratische PvdA bezetten in beide gemeenten een flink aantal raadszetels.

## Aangrenzende streken
| Aangrenzende streken | Aangrenzende streken | Aangrenzende streken | Aangrenzende streken | Aangrenzende streken |
| -------------------- | -------------------- | -------------------- | -------------------- | -------------------- |
| IJsselmonde          |                      |                      |                      | Alblasserwaard       |
|                      |                      |                      |                      |                      |
|                      |                      |                      |                      |                      |
|                      |                      |                      |                      |                      |
| Hoeksche Waard       |                      |                      |                      | Eiland van Dordrecht |